# Concertgebouw Kamerorkest
Het Concertgebouw Kamerorkest is een Nederlands kamerorkest uit Amsterdam. Het orkest werd opgericht in 1987 en bestaat uit ruim 20 strijkers uit het Koninklijk Concertgebouworkest. Indien de bezetting dat voorschrijft, kunnen blazers uit het "grote" Concertgebouworkest erbij gevraagd worden.
Sinds 1995 is Marco Boni (Bologna, Italië) de vaste dirigent van het Concertgebouw Kamerorkest. Met hem werden tournees gemaakt naar onder andere Italië, Japan en Spanje.

## Bijzondere projecten
Onder leiding van dirigent Ed Spanjaard speelde het Concertgebouw Kamerorkest tijdens de huwelijksdienst van prins Willem-Alexander en prinses Máxima in de Nieuwe Kerk te Amsterdam op 2 februari 2002. Van de muziek werd een cd uitgebracht, met onder andere het bekende Adios Noniño van Ástor Piazzolla met Carel Kraayenhof op bandoneon. De samenwerking met Kraayenhof werd voortgezet in de vorm van een tweede cd, getiteld Tango Royal.

## Cd-opnamen
Het Concertgebouw Kamerorkest nam onder meer de strijkkwartetten in de versies voor strijkorkest van Schubert/Mahler (Der Tod und das Mädchen) op en Beethoven/Mahler op. 95. Deze cd werd door BBC Music Magazine onderscheiden met de hoogste onderscheiding (5 sterren). Sinds 2001 maakt het orkest cd-opnamen voor het label PentaTone. Er verschenen twee super audio compact discs met werken van Mozart, Schubert en Mendelssohn.